# Droits LGBT au Luxembourg
Les droits des personnes lesbiennes, gays, bisexuelles et transgenres (LGBT ou LGBTQIA+) sont assez étendus au Luxembourg, comme dans de nombreux pays d'Europe occidentale. 
Le Luxembourg a dépénalisé l'homosexualité depuis 1974. En 2004, l'union civile entre personnes de même sexe est légalisée et la loi permettant le mariage homosexuel est votée le 18 juin 2014. Le Luxembourg devient ainsi le onzième pays européen à légaliser le mariage entre personnes de même sexe,. Le 1er janvier 2015, le droit à l'adoption est entrée en vigueur.

## Politiques en faveur des personnes LGBTI

### Au niveau national
Les personnes LGBTQIA+ rencontrent encore souvent des discriminations liées à leur orientation sexuelle ou à leur identité de genre.
La loi luxembourgeoise interdit la discrimination fondée sur l'orientation sexuelle et le « changement de sexe » dans l'emploi, l'éducation, la sécurité sociale, les soins de santé et l'accès aux biens et aux services.
Le principe d’interdiction des discriminations repose sur la loi du 28 novembre 2006 sur l’égalité de traitement, qui dispose que « toute discrimination directe ou indirecte fondée sur la religion ou les convictions, le handicap, l’âge, l’orientation sexuelle, l’appartenance ou non appartenance, vraie ou supposée, à une race ou ethnie est interdite ».
Le ministère de la Famille, de l'Intégration et à la Grande Région assure depuis 2015, la coordination des politiques en faveur des personnes LGBTI+.
En 2015, le Premier ministre Xavier Bettel a été le premier chef de gouvernement homosexuel de l’UE à épouser son partenaire.

#### Le centre LGBTIQ+ CIGALE
Le ministère a conventionné le Centre LGBTIQ+ CIGALE, qui s'adresse aux personnes LGBTI et au grand public. 
Le centre LGBTIQ+ CIGALE est un service professionnel qui offre conseil, écoute et soutien à toute personne ayant des questions par rapport à l’orientation sexuelle, la transidentité, le coming-out et l’identité de genre. Ce centre permet la visibilité, la non-discrimination et la représentativité des personnes LGBTIQ+ au Luxembourg.

#### Le plan d'action LGBT 2018-2023
« Le 13 juillet 2018, le gouvernement luxembourgeois a adopté le premier Plan d'action national LGBT 2018-2023, pour la promotion des droits des personnes LGBTI. Ce plan est le résultat de la concertation entre dix ministères et la société civile. 
Il s'agit d'un plan pluriannuel qui est structuré en huit chapitres thématiques :
1. Proposer une éducation inclusive et équitable pour tous les apprenants
2. Garantir l'égalité de traitement en matière d'emploi et de travail
3. Assurer pour tous la jouissance effective du plus haut niveau de santé réalisable
4. Protéger la diversité des formes familiales
5. Accueil et intégration
6. Lutter contre les discriminations, les crimes de haine et les discours de haine
7. Assurer l'égalité des droits des personnes transgenres
8. Assurer l'égalité des droits des personnes intersexes

Afin de garantir la bonne mise en œuvre du plan d'action, le gouvernement a créé un comité interministériel LGBTI sous la présidence du ministère ayant la famille dans ses attributions. »

### Au niveau européen et international
Le Luxembourg s'engage également au niveau européen et international à faire progresser les droits des personnes LGBTI. Ainsi, le gouvernement luxembourgeois a mis en place dans le cadre des Forum IDAHOT+ la Journée internationale contre l'homophobie, la transphobie et la biphobie, qui a pour but de promouvoir des actions de sensibilisation et de prévention mais également de renforcer la coopération européenne sur les politiques d'égalité sogiesc[pas clair]. Le Forum de l'année 2021 s'est organisé en ligne, le 18 mai, co-hébergé par le Royaume-Uni et Chypre.
En mars 2018, le Luxembourg a rejoint la Coalition pour les droits égaux (Equal Rights Coalition : en anglais) qui est une alliance intergouvernementale de 42 pays œuvrant en faveur de la protection des droits des personnes LGBTI.

## Adoption et planification familiale
En juin 2014, une loi a été accordée pour le droit d’adoption aux couples de même sexe. Cette loi est entrée en vigueur le 1er janvier 2015. De plus, les couples de lesbiennes peuvent accéder à des traitements de FIV et d’insémination médicalement assistés.

### L'affaire des jumeaux issus de GPA à l'étranger
En août 2016, une affaire de parentage entre deux hommes mariés a été mise à l'épreuve devant les tribunaux. Ces deux hommes mariés ont eu deux jumeaux via une mère porteuse en Californie grâce à une GPA. L'un des deux hommes a été naturalisé luxembourgeois en 2016 et a fait la demande de nationalité pour ces deux enfants. L’acte de naissance californien mentionne bien les deux hommes comme étant les deux pères, le premier jumeau étant fils biologique du demandeur a obtenu la nationalité luxembourgeoise mais cela n'a pas été le cas pour le deuxième jumeau, qui n'avait pas de lien génétique avec le demandeur. Le couple a intenté une action en justice. Félix Braz, ministre de la Justice luxembourgeois, a justifié sa décision par le recours à un test ADN.
En janvier 2018, les deux hommes ont porté l’affaire devant le tribunal administratif luxembourgeois. Celui-ci a décidé l’annulation de la décision du ministère de la Justice. Le verdict du tribunal doit être renvoyé au ministère avant de devenir définitif.

## Mouvement pour les droits LGBT au Luxembourg
L'association Rosa Lëtzebuerg, fondée le 26 juin 1996, est le principal groupe de défense des droits LGBT au Luxembourg. Cette association est active dans le domaine des questions sociétales touchant les sujets LGBTIQ.
Elle a pour but de promouvoir les droits civils des personnes LGBT, de lutter contre les discriminations, de travailler en matière sociale, culturelle et juridique pour obtenir une pleine égalité, et d’organiser des activités sociales et culturelles. Des manifestations annuelles de la fierté sont organisées et sont connues sous le nom de Gaymat Festival. Intersex & Transgender Luxembourg (ITGL) milite pour les droits des transgenres et des intersexués.

## Opinion publique
La société luxembourgeoise est considérée comme tolérante à l'égard de l'homosexualité et des relations homosexuelles. 
En décembre 2006, une enquête Eurobaromètre a montré que 58 % des Luxembourgeois interrogés soutenaient le mariage homosexuel et 39 % soutenaient l’adoption par des couples de même sexe. La moyenne à l’échelle de l’UE dans cette enquête était de 44 % et 33 %, respectivement.
L’Eurobaromètre 2015 a révélé que 75 % des Luxembourgeois pensaient que le mariage homosexuel devrait être autorisé dans toute l’Europe, tandis que 20 % s’y opposaient.
Un sondage en 2019 de l'Eurobaromètre a révélé que 87 % des Luxembourgeois pensaient que les personnes LGBTQI+ devraient bénéficier des mêmes droits que les hétérosexuels, un des pourcentages des plus élevés de l'Union européenne. 
En 2021, ILGA-Europe a classé le Luxembourg au troisième rang de l'Union européenne pour la protection des droits des LGBT.
En juillet 2024, une pétition contre l'inclusion des thématiques LGBT dans l'éducation est mise en ligne, recueillant en 3 jours plus de 4 500 signatures, ouvrant la porte à un débat devant la Chambre des députés.